# Metropolia czeska

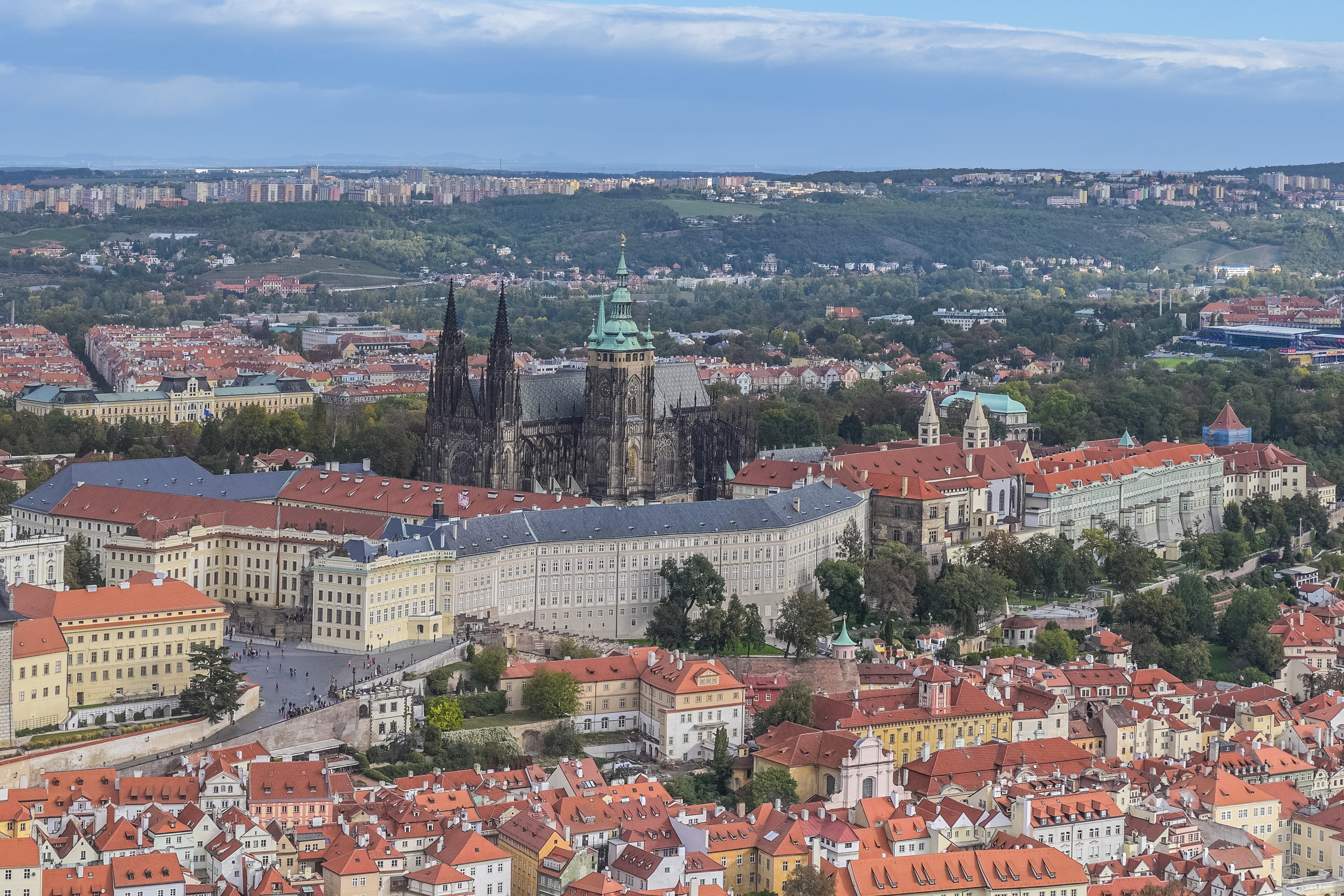
Katedra św. Wita na Hradczanach - siedziba arcybiskupów metropolitów praskich

Metropolia czeska (Prowincja czeska) – jedna z 2 metropolii obrządku łacińskiego w czeskim Kościele katolickim.

## Dane ogólne[1]
- Powierzchnia: 51 756 km²
- Ludność: 6 243 705
  - Katolicy: 1 654 275
  - Udział procentowy: 26,5%
- Księża:
  - diecezjalni: 636
  - zakonni: 346
- Zakonnicy: 454
- Siostry zakonne: 813

## Geografia
Nazwa metropolii czeska pochodzi od krainy historycznej Czechy (Czechy właściwe, Bohemia), której obszar obejmuje, a nie od nazwy państwa. W jej skład wchodzi zachodnia część Czech, w tym kraje: południowoczeski, pilzneński, karlowarski, środkowoczeski, ustecki, hradecki i miasto stołeczne Praga oraz części krajów: pardubickiego, Wysoczyny.

## Historia

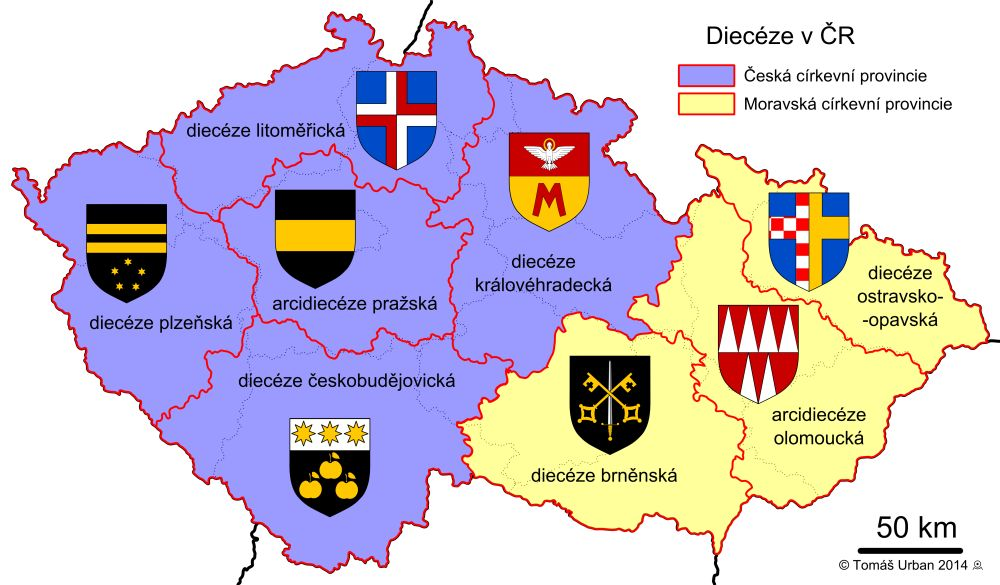
Kościół katolicki w Czechach (metropolia czeska na fioletowo)

Metropolia powstała 30 kwietnia 1344 jako pierwsza metropolia w Czechach uniezależniając tym samym czeski Kościół od arcybiskupów niemieckich. W 1344 w skład metropolii wchodziły:
- archidiecezja praska
- diecezja ołomuniecka (dziś archidiecezja)
- diecezja litomyska (dziś nieistniejąca)

3 lipca 1655 powstała diecezja litomierzycka.

10 listopada 1664 diecezja hradecka.

20 września 1785 powstała diecezja czeskobudziejowicka.

31 maja 1993 erygowano diecezje pilzneńską.

## Podział administracyjny

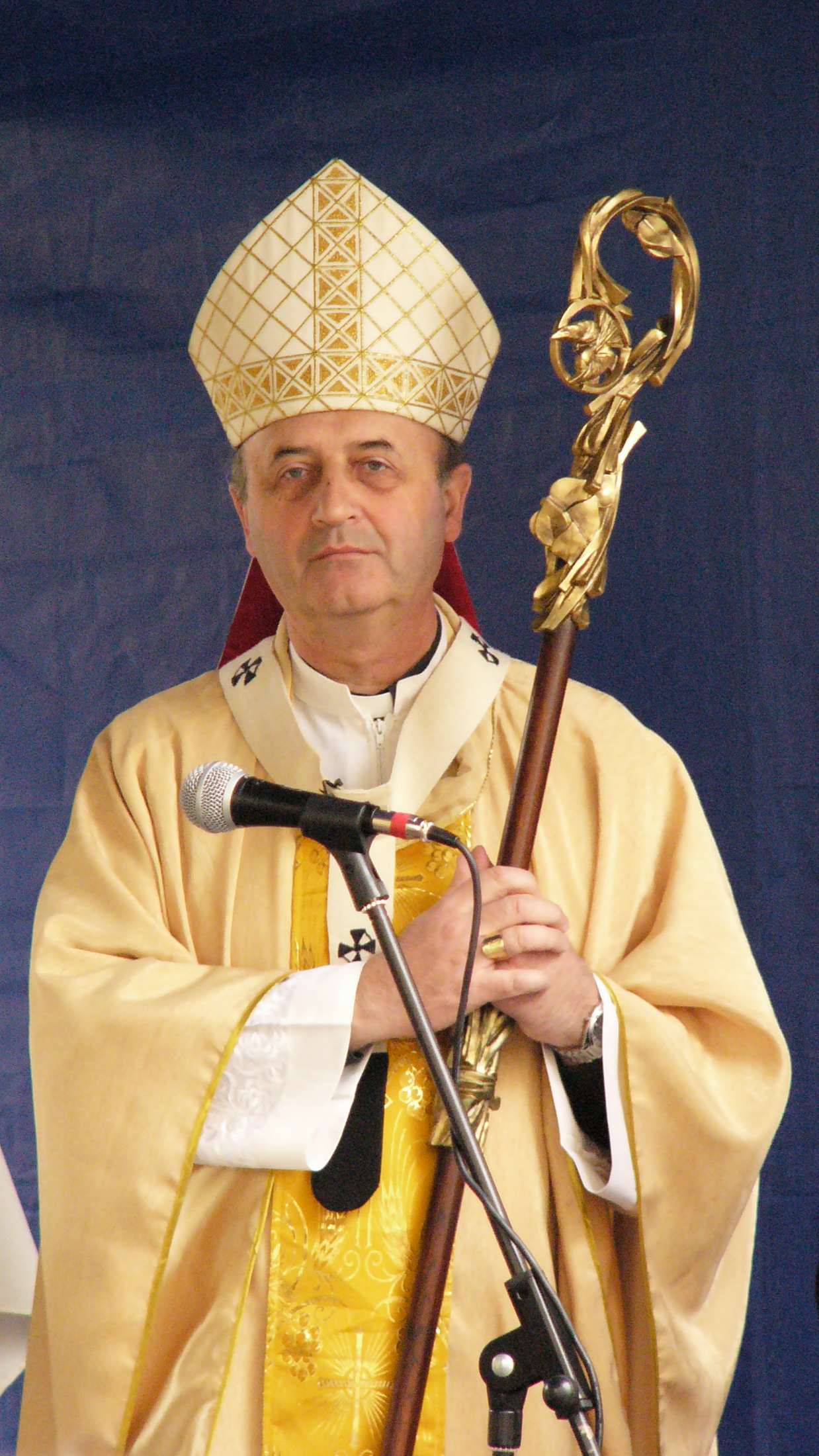
Jan Graubner, metropolita praski

W jej skład wchodzą:
1. Archidiecezja praska
2. Diecezja czeskobudziejowicka
3. Diecezja hradecka
4. Diecezja litomierzycka
5. Diecezja pilzneńska

## Metropolici
Metropolitami czeskimi są arcybiskupi prascy:
- 1344–1364: abp Arnoszt z Pardubic
- 1364–1379: kard. Jan Očko z Vlašimi
- 1379–1396: abp Jan z Jenštejna
- 1369–1402: abp Olbram ze Škvorce (Volfram ze Škvorce)
- 1403–1411: abp Zbyněk Zajíc z Hasenburka
- 1411–1412: abp Zygmunt Albík z Uničova
- 1413–1431: abp Konrád z Vechty
- 1431–1561: sedewakancja
- 1561–1580: abp Antonín Brus z Mohelnice
- 1581–1590: abp Martin Medek
- 1592–1606: kard. Zbyněk Berka z Dubé
- 1607–1612: abp Karel z Lamberka
- 1612–1622: abp Jan Lohelius
- 1623–1667: kard. Ernst Adalbert von Harrach
- 1667–1668: abp Jan Vilém Libštejnský
- 1669–1675: abp Matouš Ferdinand Sobek z Bílenberka
- 1675–1694: abp Jan Bedřich z Valdštejna
- 1695–1710: abp Jan Josef Breuner
- 1713–1731: abp Franz Ferdinand von Kuenburg
- 1732–1733: abp Daniel Josef Mayer
- 1733–1763: abp Jan Mořic Gustav z Manderscheid-Blankenheimu
- 1764–1793: abp Antonín Petr Příchovský z Příchovic
- 1793–1810: abp Vilém Florentin Salm
- 1815–1830: abp Václav Leopold Chlumčanský
- 1831–1833: abp Alois Josef Krakovský
- 1834–1838: abp Andrzej Alojzy Ankwicz
- 1838–1849: abp Alois Josef Schrenk
- 1850–1885: kard. Friedrich Josef von Schwarzenberg
- 1885–1899: kard. Franz von Schönborn
- 1899–1916: kard. Lev Skrbenský z Hříště
- 1916–1919: abp Pavel Huyn
- 1919–1931: abp František Kordač
- 1931–1941: kard. Karel Kašpar
- 1941–1946: sedewakancja
- 1946–1969: kard. Josef Beran
- 1969–1977: sedewakancja
- 1977–1991: kard. František Tomášek
- 1991–2010: kard. Miloslav Vlk
- 2010–2022 kard. Dominik Duka OP
- od 2022 r.: abp Jan Graubner